# PeterGaz
PeterGaz är ett ryskt teknikföretag med huvudkontor i Moskva och verksamhet relaterad till utvinning och transport av gas och olja, både offshore och på land. PeterGaz ingår i Gazprom-koncernen.

## Historik
PeterGaz lämade 2006 in en ansökan till svenska Näringsdepartementet om att få undersöka möjligheterna att dra en naturgasledning i Bråviken. Gasledningen till Sverige är tänkt att vara en sidogren av den stora naturgasledning som dras mellan Ryssland och Tyskland och avsågs vara färdigdragen 2010. Företaget Peter Gaz har kopplingar till Nord Stream, ett rysk-tyskt gaskonsortium.